# 臨床エンブリオロジスト
臨床エンブリオロジスト（りんしょうエンブリオロジスト）は大学病院や病院婦人科などで行われている顕微授精や人工授精を行う。生殖医療には現在欠かすことの出来ない医療技術者。
受験には一般的に医療系の国家資格保有者が受けるが、看護師などは少数で、生物学、細胞病理学に精通している細胞検査士を含む臨床検査技師や衛生検査技師などがこの認定を受け活躍している者が多い。
また、現在同様の資格に胚培養士があり共に認定資格で、将来的に生殖医療分野の統一が求められるはずである。